# Alfonso Paleotti
Alfonso Paleotti (Bologna, 28 dicembre 1531 – Bologna, 18 ottobre 1610) è stato un arcivescovo cattolico italiano.

## Biografia
Nacque a Bologna nel 1531 da Francesco e Ginevra Paltroni. Era cugino del cardinale Gabriele Paleotti.
Nel 1557 si addottorò in utroque iure all'Università di Bologna, e  per due anni, fino al 1559, insegnò diritto canonico allo Studio bolognese.
Il 13 dicembre 1571 fu ordinato sacerdote nella basilica di San Giovanni in Laterano. Il 5 marzo 1573 Gabriele Paleotti, vescovo di Bologna, lo nominò canonico della cattedrale di San Pietro; da allora visse stabilmente a Bologna. Nel 1585 divenne arcidiacono della cattedrale e poi fu vicario per il Sant'Uffizio. 
Il 13 febbraio 1591 papa Gregorio XIV lo nominò arcivescovo titolare di Corinto e coadiutore di Bologna. Ricevette la consacrazione episcopale il 24 marzo 1591 nella cattedrale di Ferrara dalle mani del vescovo Giovanni Fontana, vescovo di Ferrara, co-consacranti i vescovi Ercole Sacrati, vescovo di Comacchio, e Gaspare Silingardi, già vescovo di Ripatransone.
Nel 1596 intervenne nell'organizzazione della diocesi aumentando a sedici il numero dei vicari foranei e attribuì loro piena autorità di controllo sui pievani.
Alla morte del cugino, il 22 luglio 1597, divenne suo successore alla cattedra bolognese, prendendone possesso il 27 luglio seguente.
Durante il suo episcopato diede avvio a lavori di ampliamento della cattedrale, sotto la supervisione dell'architetto Pietro Fiorini, che però portarono al crollo di parte della struttura nel 1599, e quindi si spese per la ricostruzione dell’edificio, ponendo la prima pietra il 25 marzo 1605.
Favorì inoltre la presenza degli ordini regolari a Bologna.
Nel 1606 convocò il concilio provinciale e per sette volte durante il suo episcopato convocò il sinodo diocesano.
Morì nel 1610 e fu sepolto nella cattedrale.

## Genealogia episcopale e successione apostolica
La genealogia episcopale è:
- Cardinale Tolomeo Gallio
- Arcivescovo Gaspare Visconti
- Vescovo Giovanni Fontana
- Arcivescovo Alfonso Paleotti

La successione apostolica è:
- Cardinale Orazio Spinola (1601)